# Kombu

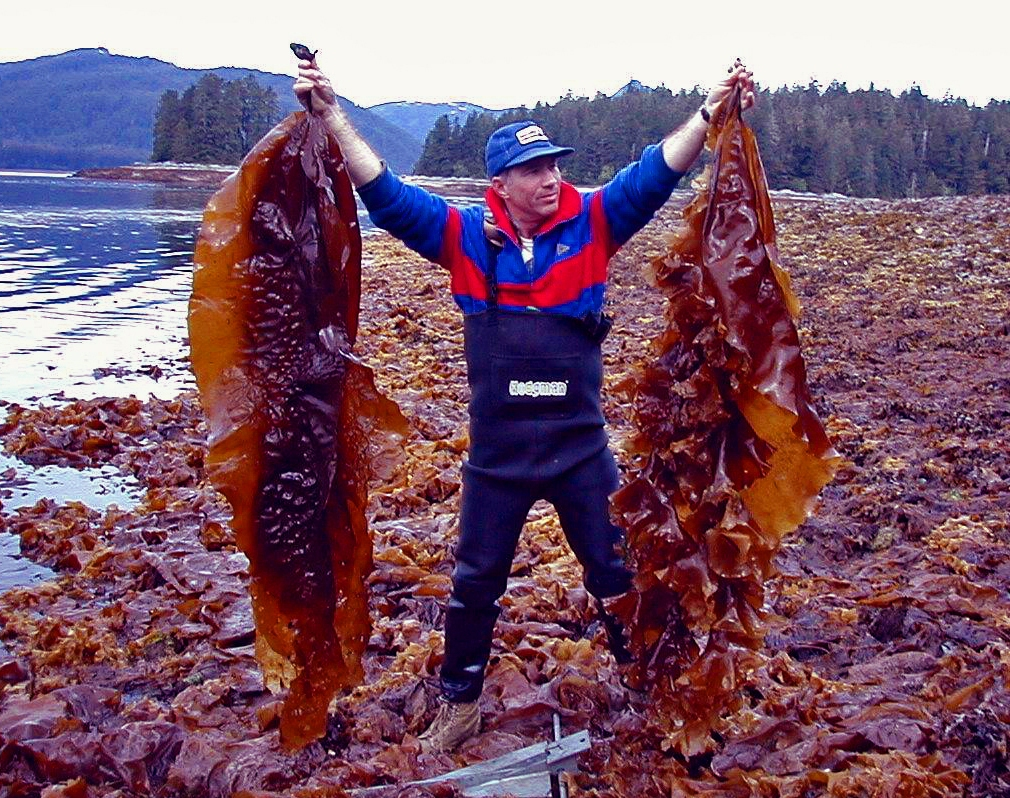
Saccharina latissima

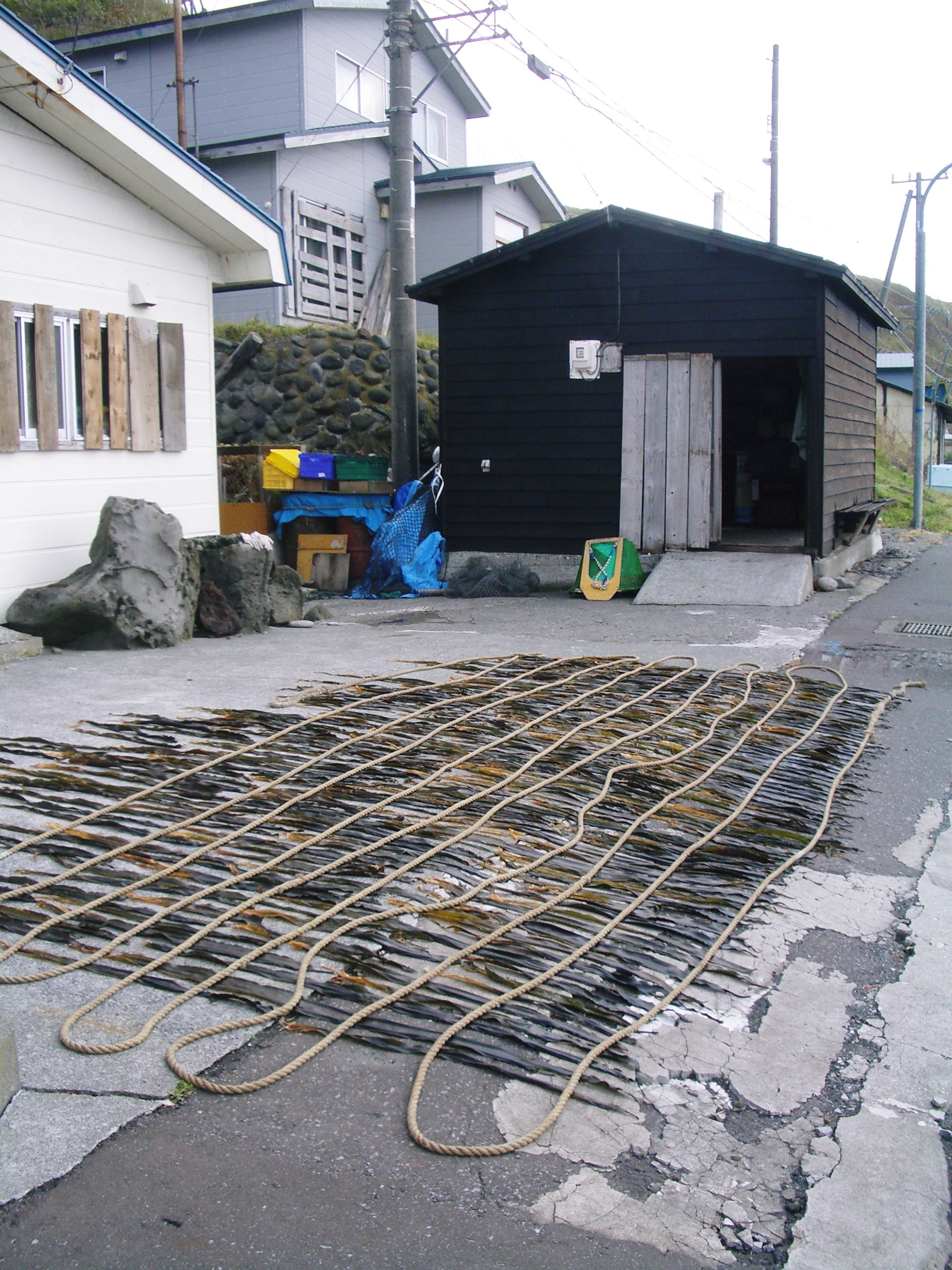
Drogende kombu

Kombu of konbu (Japans: 昆布), ook genoemd dashima (Koreaans: 다시마), of haidai (Chinees: 海带) is een eetbare soort bruinwier dat veel in Noordoost-Azië gegeten wordt.
De "kombu" die het meest wordt gegeten is van de soort Saccharina japonica, synoniem Laminaria japonica.
Meer dan 90 procent van de Japanse kombu wordt geteeld en het grootste deel daarvan wordt geoogst op Hokkaido.

## Geschiedenis
De vroegste vermelding van kombu verscheen in het Nihonshoki uit 797. Het vroegste gebruik is waarschijnlijk veel eerder, daterend uit de Jomon-periode, maar aangezien het snel verteert zijn er geen archeologische overblijfselen van gevonden. In de Muromachi-periode werd een nieuwe droogtechniek ontdekt waardoor het langer dan een paar dagen kon worden bewaard en kombu werd een belangrijk exportproduct van de Tohoku regio. Toen in de Edoperiode Hokkaido werd gekoloniseerd en scheepvaartroutes ontstonden, werd het gebruik van kombu algemeen in Japan. Vanaf deze tijd werd kombu een belangrijk onderdeel van de traditionele keuken van Okinawa. De kombu-consumptie per huishouden is in Okinawa van alle prefecturen het hoogst. In de twintigste eeuw werd een manier bedacht om kombu te telen en werd kombu een goedkoop en makkelijk verkrijgbaar product.

## Vindplaats
Kombu wordt aangetroffen aan de oost- en westkust van de Verenigde Staten; Europa en Japan, langs halfopen en rotsachtige kusten, in de laagtij en de sublitoraal zone. Het is een meerjarige plant en wordt geoogst in het vroege voorjaar of de zomer. Snij het bij de oogst net boven het ‘houvast’, waar de vele bladen zich vertakken. Droog de dikke stroken in de lucht en zon door ze over waslijnen te draperen tot ze een diepgroene, bijna zwarte kleur hebben.

## Keuken
Kombu wordt veel gebruikt in de Japanse keuken als een van de drie hoofdingrediënten van dashi, een soort bouillon. Kombu wordt meestal gedroogd verkocht of versnipperd tot "Oboro kombu". Het wordt ook vers gegeten als sashimi. Kombu dashi maken is eenvoudig, maar kombu dashi poeder kan ook worden gebruikt. Een reep gedroogde kombu wordt meegekookt vanaf het begin van de bereiding en wordt meestal meegegeten.
Gebruik de kombu gedroogd, vers, bevroren, geroosterd, in de pan gebakken, ingemaakt, gekookt, gewokt, gemarineerd of gekonfijt. Gebruik het bij vlees, of als een wrap voor vis wanneer je deze in de oven bakt of in een stoompan klaarmaakt. Gebruik kombu in sauzen, meng het met andere groenten, rijst, bonen en granen. Voeg het toe aan de soep, dashi (Japanse bouillon) en stoofpotten, of drink het als thee. Maak het als snack klaar, maal het tot poeder en voeg het aan cakebeslag toe, of als smaakmaker voor gerechten, sla dressing en marinades. Het is verkrijgbaar als poeder, korreltjes, kruidenextract en in capsules.
Kombu kan tevens worden gezouten met zoetzure smaak in kleine reepjes van 5-6 centimeter lang en 2 centimeter breed. Deze worden gegeten als snack bij groene thee.
Kombu is ook belangrijk in de Koreaanse keuken en de Chinese keuken.

## Smaak
Kombu is een natuurlijke smaakversterker, met een karakteristieke, vleesachtige smaak. Geroosterd smaakt het naar bacon, zoet en zilt.

## Voedingswaarden
Kombu is rijk aan jodium, calcium, kalium, magnesium, ijzer, natrium, chroom, eiwit, mannitol, fosfor, alginaat, fucoidan, laminarin, caroteen, germanium, fytohormonen, en vitamine A, vitamine C, vitamine D, vitamine E, vitamine K en vitamine B complex.  Het is een bron van voedingsvezels.

## Gezondheid
Kombu is een goede bron van glutaminezuur, een aminozuur verantwoordelijk voor umami, het Japanse woord gebruikt voor een van de vijf basissmaken, naast zoet, zuur, zout en bitter. Kombu bevat jodium.

## Soorten
(Japanse naam gevolgd door de soortnaam) 
- Marafuto kombu, suikerwier (Saccharina latissima), bevat mannitol en wordt beschouwd als zoetstof
- Ma-kombu (Saccharina japonica)
- Mitsuishi-kombu of dashi-kombu (Saccharina angustata), gebruikt bij het maken van dashi
- Naga-kombu (Saccharina longissima)
- Rishiri-kombu (Saccharina ochotensis),